# Ciro Gomes
Ciro Ferreira Gomes (ur. 6 listopada 1957 w Pindamonhangaba) – brazylijski polityk i prawnik, były minister i gubernator stanu Ceará.

## Życiorys
W latach 1989−1990 zajmował stanowisko burmistrza Fortalezy. Następnie od 15 marca 1991 do 8 października 1994 był gubernatorem stanu Ceará. Od 6 września 1994 do 1 stycznia 1995 sprawował funkcję ministra finansów w rządzie prezydenta Itamara Franco. 
W 1996 roku opuścił Brazylijską Partię Socjaldemokratyczną (PSDB, Partido da Social Democracia Brasileira) i wstąpił do Socjalistycznej Partii Ludowej (PPS, Partido Popular Socialista). Z ramienia tej partii ubiegał się w 1998 oraz 2002 roku o urząd prezydenta. W wyborach w 2002 roku w drugiej turze poparł Luiza Inacio Lula da Silvę. W zamian za poparcie 1 stycznia 2003 został mianowany ministrem integracji narodowej w jego gabinecie. Urząd piastował do 2006 roku. 
Gdy w grudniu 2004 PPS zdecydowała się opuścić koalicję rządową, Gomes pozostał na stanowisku ministra i przeszedł do Brazylijskiej Partii Socjalistycznej (PSB, Partido Socialista Brasileiro). W 2006 roku został wybrany do Izby Deputowanych, niższej izby brazylijskiego parlamentu. 
Jest żonaty z brazylijską aktorką Patricią Pillar.